# عين عيشة
عين عيشة هي إحدى القرى المحتلة والمدمرة التابعة لمحافظة القنيطرة في هضبة الجولان بجنوب غرب سوريا.
قرية تتبع ناحية قرى مركز منطقة ومحافظة القنيطرة. (1071 ن عام 1967 - 940 م). تقع في منطقة بركانية وعرة، شمال تل أبو قطيف وشرق تل يوسف ومسيل الغسانية، وغرب تل حذيفة، على بعد (8) كم  إلى الجنوب من مدينة القنيطرة. يعمل سكانها بزراعة الذرة والحبوب والبقول بعلاً، وكذلك أشجار الكرمة والتين والرمان، فيما يزرعون ريّاً الخضار، ويربون الأغنام والأبقار. يعمل بعضهم في صناعة السجاد اليدوي البسيط، وآخرون في صناعة مشتقات الألبان.
تشرب من مياه عين عيشة وسط القرية، ومن مشروع مياه بيت جن.
قرية عين عيشة المحتلة  تقع الآن في الجولان المحتل  من القرى القريبة منها الغسانية الجويزة عين وردة  اصل سكانها من اليوروك وهم من الاتراك الرحال كان قدومهم إلى الجولان 1870 أشهر صناعاتهم سابقا السجاد والبسط ودبس العنب    سكنوا بعد نزوح 1967ةفي عدة مناطق من دمشق وريفها القدم الحجر الاسود  جديدة عرطوز الفضل    وشيدو قرية صغيرة على نفس الاسم قريبة من خان ارنبة  والكوم وجبا تربطهم سلطة قرابى مع اهالي قرية الجويزة والغسانية  في الجولان وبراق في درعا والصويلح وتل الرمان في الأردن